# Deinzendorf
Deinzendorf  ist sowohl eine Katastralgemeinde als auch ein Ort der Marktgemeinde Zellerndorf im Bezirk Hollabrunn in Niederösterreich und liegt in der Nähe der Städte Retz und Pulkau im westlichen Weinviertel. Durch das Dorf fließt der Pulkaubach. Die Ortschaft hat 173 Einwohner (Stand 1. Jänner 2024). Bis Ende 1970 war Deinzendorf eine eigenständige Gemeinde.

## Geschichte
Deinzendorf scheint bereits von 1136 in einer Urkunde des Stiftes Klosterneuburg auf. Im Ort befindet sich ein Schloss. Der erste urkundlich erwähnte Schlossherr ist Otte der Waitze von Deunzendorf, er scheint 1306 erstmals auf. Nach 1410 dürfte die Familie ausgestorben oder weggezogen sein. 1447 gelangte der damalige Hof in den Besitz der auf Schrattenthal sitzenden Familie Eyczing. Der Hof wurde im 16. Jahrhundert unter den Eyczingern schlossartig ausgebaut.
1594 kaufte Jakob Franz Freiherr von Herberstein die Herrschaft. Wilhelm Graf Oettingen erwarb 1669 das Gut und ließ das Schloss anschließend wieder aufbauen. Durch Erbschaft gelangte Deinzendorf 1702 an die Grafen Schallenberg. Im Jahr 1822 wurde der Ort als Dorf mit 92 Häusern genannt, das über eine Pfarre und eine Schule verfügte. Die Herrschaft Deinzendorf besaß die Ortsobrigkeit und besorgte die Konskription. Die Landgerichtsbarkeit wurde von der Herrschaft Limberg ausgeübt, für die Ortsteile nördlich der Pulkau aber von der Herrschaft Schrattenthal. Die Untertanen und Grundholde des Ortes gehörten der Herrschaft Deinzendorf. Ab 1808 gehörte es den Grafen Auersperg, auf die 1822 Jakob Joseph Löwenthal folgte. Bereits zwei Jahre später übernahm ein Graf Barthenheim den Besitz. Er hinterließ seine Spuren, indem er 1831 die Kapelle sowie einen viereckigen Turm abbrechen ließ. Nun wechselten die Besitzer relativ häufig. 1863 war Anton Kellermann Schlossbesitzer. 1874 folgte Theodor Offermann. 1911 übernahm Friedrich Prinz von Schönburg-Waldenburg das Gut, das aber bereits 1917 an Karl Schumpeter gelangte. Seit 1932 ist das nach wie vor landwirtschaftlich genutzte Schloss im Eigentum der Familie Schubert. Das damals baufällige Schloss wurde, mit Ausnahme einiger Gutsgebäude, die zu desolat waren, von Grund auf renoviert.
Laut Adressbuch von Österreich waren im Jahr 1938 in der Ortsgemeinde Deinzendorf ein Bäcker, ein Gastwirt, drei Gemischtwarenhändler, ein Schmied, ein Schneider, ein Schuster, ein Wagner, eine Weinkellerei, ein Zimmermeister und einige Landwirte ansässig.
Mit 1. Jänner 1971 wurden im Zuge der Niederösterreichischen Kommunalstrukturverbesserung die bis dahin selbständigen Gemeinden Pillersdorf, Deinzendorf, Dietmannsdorf, Watzelsdorf und Zellerndorf zu Zellerndorf fusioniert.
Heute (Stand 2010) sind in Deinzendorf zahlreiche Weingüter angesiedelt, darunter die Weingüter Heinzl-Gettinger, Laurer, Fegerl, Schneider-Trauner, Wagner und Dworzak. Einige davon werden regelmäßig bei diversen Veranstaltungen ausgezeichnet.

## Sehenswürdigkeiten
- Pfarrkirche Deinzendorf
- Schloss Deinzendorf: Da das Schloss in der Nähe der Pulkau liegt, kann man darauf schließen, dass es früher ein Wasserschloss gewesen ist, dies kann jedoch nicht durch Urkunden belegt werden. Das Schloss Deinzenodrf befindet sich am südöstlichen Ende Deinzendorfs. Die Anlage besteht aus dem gutshofartigen Hauptgebäude und zahlreichen Wirtschaftsbauten, wie Stallungen, das Müllnerhaus, ein Schüttkasten und ein Taubenturm. In dem aus dem 16. Jahrhundert stammenden Stalltrakt befindet sich eine dreischiffige Pfeilerhalle mit barockem Platzgewölbe. Der heutige Taubenturm wurde 1823 errichtet, hatte aber vermutlich einen barocken Vorgängerbau. Sowohl der Taubenturm als auch der Schüttkasten sind an den Ecken mit Sgraffitomalereien verziert, welche vor wenigen Jahren renoviert wurden. Das Hauptgebäude ist ein Vierflügelbau mit einem großen Innenhof, gedeckt durch ein Walmdach. Das Obergeschoß hat Fenster mit einfach profilierten Rahmen und gekehlten Sohlbänken. In den Innenhof gelangt man durch das rundbogige Hauptportal an der Ostseite, welches durch eine kreuzgratgewölbte Einfahrt führt. Die Westseite des Innenhofs wird durch einen doppelgeschoßigen Arkadengang geziert, welcher ebenfalls Kreuzgratgewölbe aufweist und massive toskanische Säulen gestützt wird. Im Erdgeschoß sind die Räume mit Stichkappen- oder Kreuzgratgewölben versehen, deren Grate zum Teil rippenartig angeputzt sind.[6]

## Persönlichkeiten
Personen mit Beziehung zum Ort:
- Friederike Mayröcker (1924–2021), österreichische Schriftstellerin. Sie verbrachte Teile ihrer Kindheit in Deinzendorf und betonte immer wieder in Interviews, wie prägend die Eindrücke für sie waren.